# Santa Maria de Montferrer
Santa Maria de Montferrer, antigament Santa Maria de Mollet, és l'església parròquial de la comuna vallespirenca de Montferrer, a la Catalunya del Nord.
Està situada a l'extrem de llevant del poble de Montferrer, també a llevant de la carretera que el travessa. Té el cementiri al costat sud de l'església, dins del qual es troba la capella de Sant Lluc, més petita que la parroquial i perfectament paral·lela a ella.

## Història
El primer document que esmenta l'església és del 938, amb el topònim Mollet que era el nom primitiu del poble. La construcció del castell, el castrum Montferrer del 1070, començà a marcar però un procés de substitució de Mollet per Montferrer. La capella del castell serví les necessitats de culte fins a la construcció de la gran església parroquial del poble, la definitiva Santa Maria de Montferrer; al seu voltant s'anà alçant el poble modern. Santa Maria està sota l'advocació de la Mare de Déu de l'Assumpció.

## Arquitectura
El temple actual és una rehabilitació romànic del segle xii aprofitant un edifici anterior del segle x, força ben conservada. És de nau única amb un absis semi-circular i en destaca la portalada, decorada amb dues columnes amb capitells de marbre i una arquivolta enquadrada per una banda de petits cubs disposats en escaquer. El campanar té finestres geminades a dos pisos. Va ser declarada monument històric de França el 1922.

## Mobiliari
L'església conserva una creu relicari (lignum crucis) de finals del segle xvi o començaments del xvii, i un copó de finals del xviii, béns inventariats pel Ministeri de Cultura francès. A més, hom pot contemplar-hi també un sarcòfag el segle xiv dedicat a Dalmau de Castellnou i a la seva esposa Beatriu i el fill d'ambdós, Pere; algunes altres peces d'orfebreria i el retaule de l'altar major (del segle xviii).